# Hamngatan, Norrköping

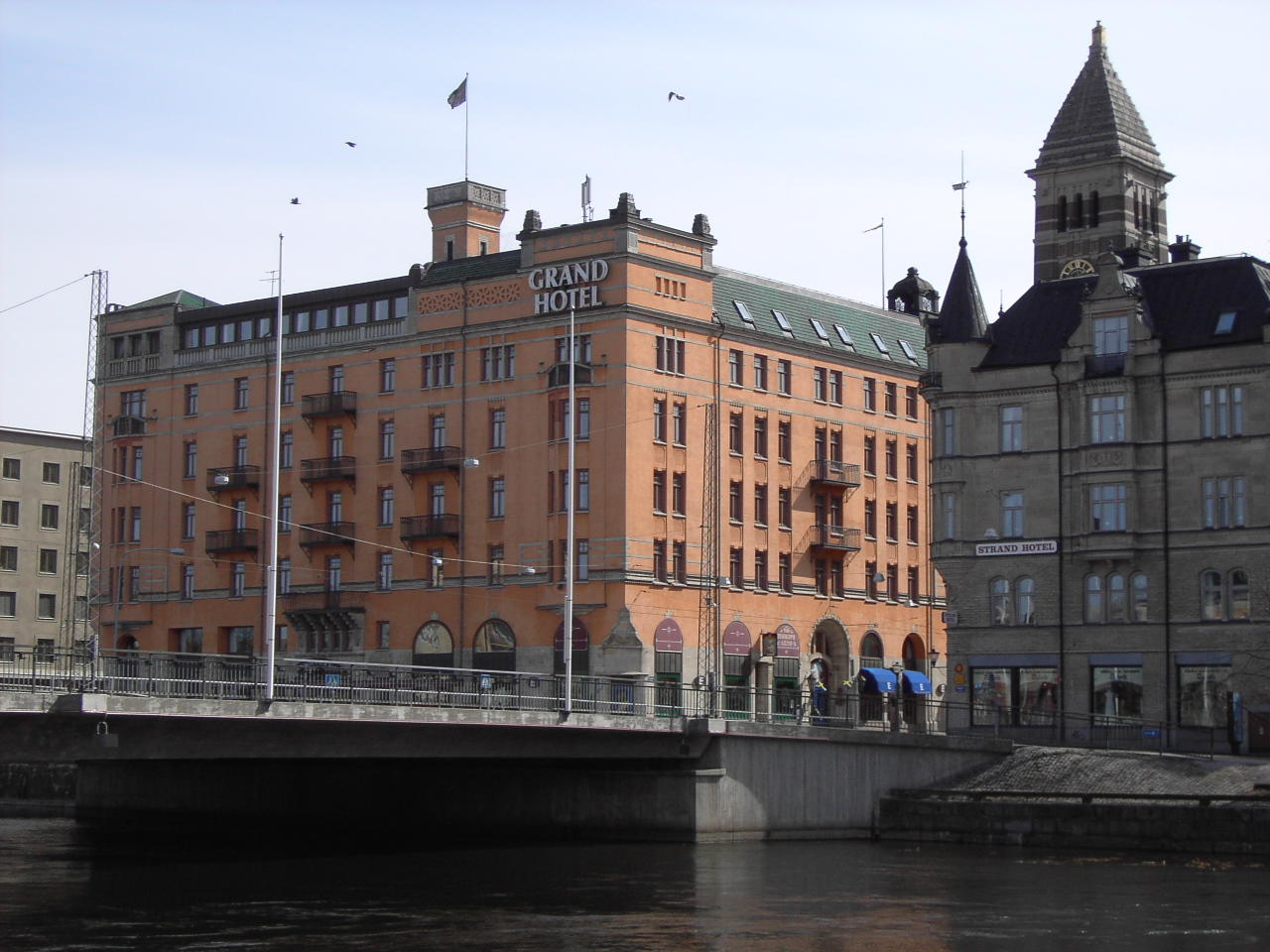
Grand Hotel och Lawskihuset

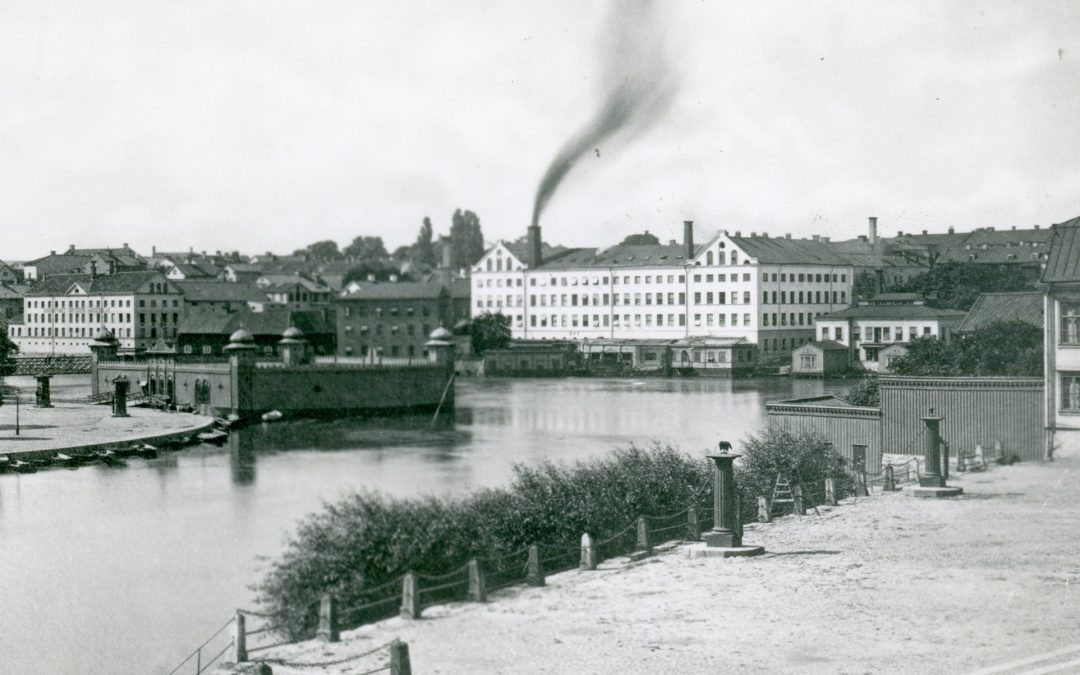
Kallbadhuset vid Refvens grund och Norrköpings Bomullsväfveri, sedda från Samarien, den södra delen av Carl Johans park, 1882

Hamngatan är en gata vid Motala ström  i Norrköping. Den går mellan Gamla rådstugugatan och Kristinagatan och har sitt namn efter läget vid den dåtida fiskhamnen. Gatan finns första gången med på en karta 1848.
Innan Hamnbrons klaffar låstes fast 1959, sträckte sig kajerna i Norrköpings inre hamn fram till Saltängsbron. Passagerartrafik med ångbåtar bedrevs 1877-1933 av Ångbåts AB Bråviken från kajen framför dåvarande Göta Hotell till bryggor i Kolmården med destinationer som Gränsö, Näfvekvarn och Kvarsebo.
På Refvens grund, i Motala ström utanför västra änden av Hamngatan, låg sedan 1840-talet ett kallbadhus. Det första uppfördes på 1840-talet och brann upp 1867. Ett nytt kallbadhus, ritat av Gustaf Erik Zander byggdes 1868 och revs 1915.
Väster om Saltängsbron bedrevs fiskhandel i öppna stånd fram till in på 1900-talet.

## Byggnader vid Hamngatan
- Hamngatan 2-4, 1888, ritat av Karl Flodin för Jean Lawski.[4]
- Lawskihuset, 1897 för Jean Lawski
- Grand Hotel, invigt 1906, ritat av Werner Northun
- Hamngatan 12, 1890, trevåningars bostads- och affärshus i berlinsk romanticism, ritat av Karl Flodin. I huset hade kortvarufirman Axel Andersén och Co sin verksamhet fram till 1907.[5]

## Bildgalleri

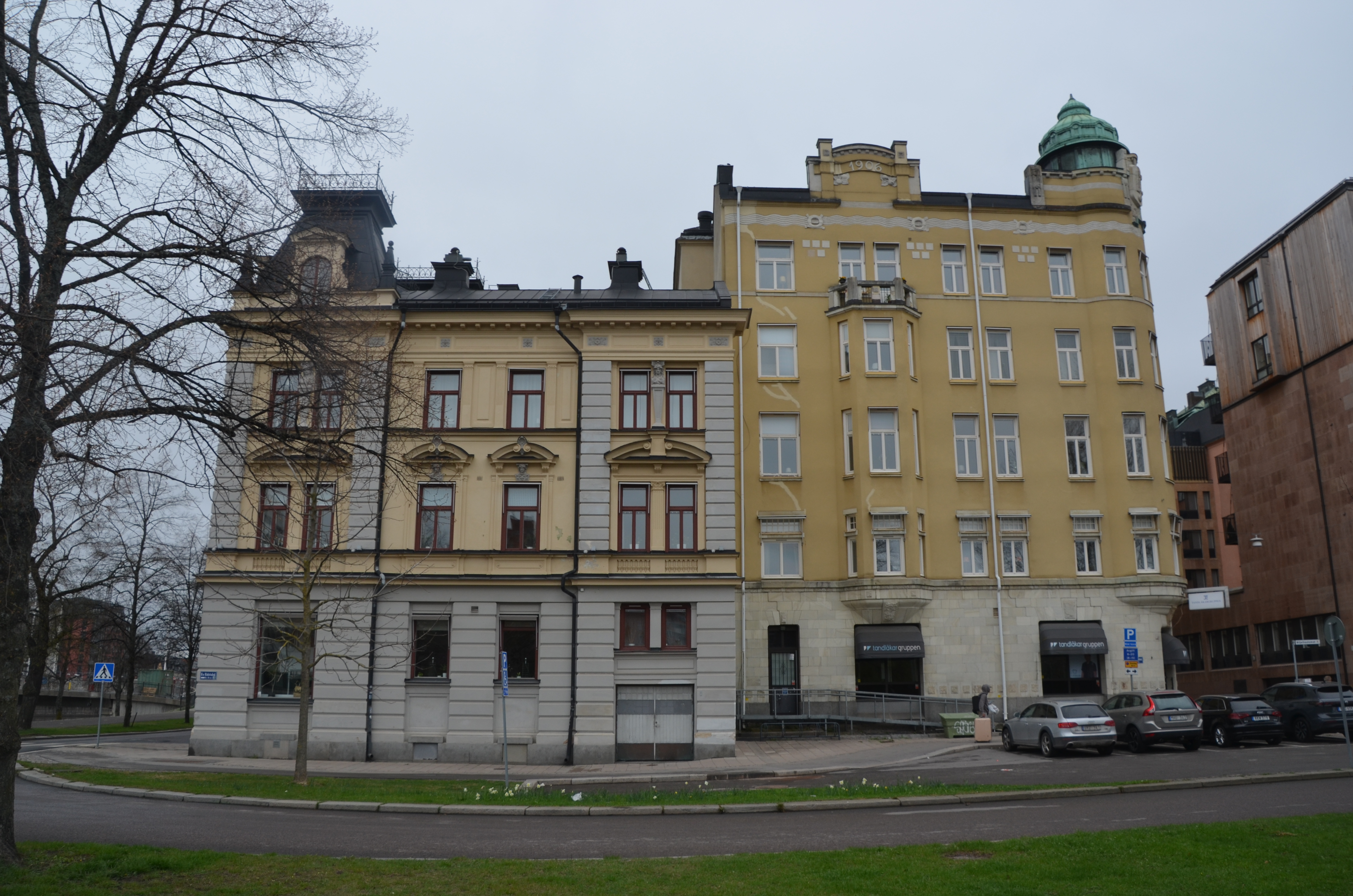
Hörnet Hamngatan/Gamla Rådstugugatan mot Motala ström, med två av Jean Lawskis hus i kvarteret Bron